# Volker Grabarek
Volker Grabarek (* 6. August 1937 in Wuppertal) ist ein deutscher Generalstabsarzt außer Dienst des Heeres der Bundeswehr.

## Leben
Grabarek studierte nach seinem Abitur am Pestalozzi-Gymnasium Herne Medizin an der Universität Heidelberg. Er wurde Mitglied der Burschenschaft Rheno-Arminia Heidelberg. 1964 machte er sein Examen und promovierte 1965. 1967 kam er mit dem Grundwehrdienst zum Sanitätsbataillon 12 der 12. Panzerdivision in Veitshöchheim. Nach seiner Übernahme als Berufssoldat begann er die Weiterbildung zum Facharzt für Orthopädie am Bundeswehrkrankenhaus Wildbad. 1972 wurde er Hörsaalleiter an der Sanitätsakademie der Bundeswehr. 1973 wurde er zum Oberfeldarzt befördert und als Inspektionschef der 1. Inspektion der Lehrgruppe A eingesetzt. Danach war er Referent im Bundesministerium der Verteidigung. 1978 übernahm Grabarek als Oberstarzt eine Dozentur an der Führungsakademie der Bundeswehr. Zwischen 1981 und 1984 war er im Hauptquartier der NATO in Brunssum in den Niederlanden stationiert. Danach arbeitete er wieder im Ministerium als Referatsleiter und wurde nach seiner Beförderung zum Generalarzt Unterabteilungsleiter. Am 1. April 1991 wurde er Amtschef des Sanitätsamtes der Bundeswehr. Er wurde am 1. Juli 1993 zum Stellvertreter des Inspekteurs des Sanitäts- und Gesundheitswesens ernannt. Am 30. September 1995 erfolgte die Versetzung in den Ruhestand. Von 1987 bis 1999 war er Lehrbeauftragter an der Ludwig-Maximilians-Universität München und anschließend an der Heinrich-Heine-Universität Düsseldorf.

## Ehrenämter
Zwischen 1995 und 2003 war er Bundesarzt des Deutschen Roten Kreuzes und somit Mitglied des Präsidiums. Zusätzlich war er von 1996 bis 2002 Präsident der Deutschen Gesellschaft für Wehrmedizin und Wehrpharmazie. Zwischen 1998 und 2007 war er Stellvertretender Vorsitzender des Stiftungsrates der Deutschen AIDS-Stiftung.

## Ehrungen
- 1988: Verdienstorden der Bundesrepublik Deutschland, Bundesverdienstkreuz am Bande
- 1992: Michael E. DeBakey International Surgeons Award
- 1998: Ehrenzeichen des Deutschen Roten Kreuzes
- Ehrenkreuz der Bundeswehr in Gold[2]